# Janvier 1955
Cette page présente les faits marquants du mois de janvier 1955.

## Évènements
- Le Carnaval de Québec devient un événement annuel.
- Fin janvier, France : Pierre Mendès France annonce son intention de prendre les Finances, Edgar Faure passant aux Affaires étrangères. Le patronat redoute qu’il pratique le dirigisme des investissements.
- France : malgré le tollé et les réclamations locales, le décret de déclassement total du canal de Berry est signé par Mendès-France, Chaban-Delmas et Mitterrand.

- 1er janvier : création en France de la station de radio Europe 1.

- 2 janvier : assassinat du président de la République de Panama José Remon Cantera.

- 3 janvier[1] : décret de déclassement du canal de Berry, malgré l'opposition des industriels, des collectivités locales et des mariniers.

- 11 janvier : des forces armées venant du Nicaragua envahissent le Costa Rica.

- 16 janvier, (Formule 1) : Grand Prix automobile d'Argentine.

- 19 janvier : 
  - Première mise en vente du jeu de Scrabble en version française.
  - Guerre d'Algérie ; 5 000 soldats français sont engagés dans le cadre de l’opération Véronique dans les Aurès.

- 25 janvier : Jacques Soustelle est nommé gouverneur général en Algérie.

- 26 janvier : au Cambodge, Leng Ngeth est nommé Premier ministre.

## Naissances
- 2 janvier : Ahmed Attoumani Douchina, homme politique français.
- 3 janvier : David Pratt, homme politique.
- 4 janvier : 
  - Mark Hollis, chanteur britannique du groupe Talk Talk († 25 février 2019).
  - John Nunziata, homme politique.
- 6 janvier : Rowan Atkinson, humoriste et acteur anglais.
- 9 janvier : J. K. Simmons, acteur américain.
- 10 janvier : 
  - Eva Aariak, première ministre du Nunavut.
  - Yasmina Khadra, écrivain algérien.
- 14 janvier : Dominique Rocheteau, footballeur français.
- 15 janvier :
  - Thierry Breton, ministre de l'économie et des finances français.
  - Manolo Arruza (Manuel Ruiz Vázquez), matador mexicain.
- 16 janvier : Jerry M. Linenger, astronaute américain.
- 17 janvier : 
  - Manasseh Sogavare, personnalité politique salomonais et premier ministre des Salomon depuis 2019.
  - Katalin Karikó, biochimiste hongroise à l’origine d’applications thérapeutiques faisant appel à l’ARN messager.
- 18 janvier : Kevin Costner, acteur réalisateur américain.
- 19 janvier : Gregorio Sablan, politicien américain.
- 22 janvier : Thomas D. Jones, astronaute américain.
- 23 janvier : Raymond Ndong Sima, homme politique gabonais.
- 25 janvier : 
  - Tōru Iwatani, concepteur japonais du jeu de Pac-Man.
  - Piedad Córdoba, avocate et femme politique colombienne († 20 janvier 2024).
- 26 janvier : Eddie Van Halen, guitariste du groupe de rock Van Halen († 6 octobre 2020).
- 27 janvier : John G. Roberts, Jr., président de la Cour suprême des États-Unis depuis 2005.
- 28 janvier : 
  - Amina Bazindre, diplomate nigérienne.
  - Nicolas Sarkozy, homme politique et président de la République française (2007-2012).
- 29 janvier : 
  - Bernard Bilis, prestidigitateur français.
  - Pierre Bordage, écrivain français.

## Décès
- 7 janvier, Alfred Bastien, peintre belge (° 16 septembre 1873).
- 15 janvier : Yves Tanguy, peintre américain d'origine française.